# Janusz Stryjewski
Janusz Stryjewski (ur. 12 lipca 1985) – polski skoczek wzwyż i trener lekkoatletyczny.
Jako zawodnik reprezentował kluby MKS Przasnysz (1999-2004) i AZS-AWF Biała Podlaska (2005-2009). Był m.in. brązowym medalistą nieoficjalnych mistrzostw Polski młodzików (Mały Memoriał Janusza Kusocińskiego) w 2000 (1.85) i finalistą mistrzostw Polski seniorów (6. miejsce w 2007 z wynikiem 2.05). Rekordy życiowe: skok wzwyż - 2.10 (2006), skok w dal - 6.28 (2002).
Trener KS Agros Zamość i OKA Zamość. Jest m.in. współautorem sukcesów Szymona Kiecany, dwukrotnego mistrza Polski w skoku wzwyż i szóstego zawodnika mistrzostw Europy w 2012. W 2015 uznany najlepszym trenerem Zamościa.